# Andrea Bruno

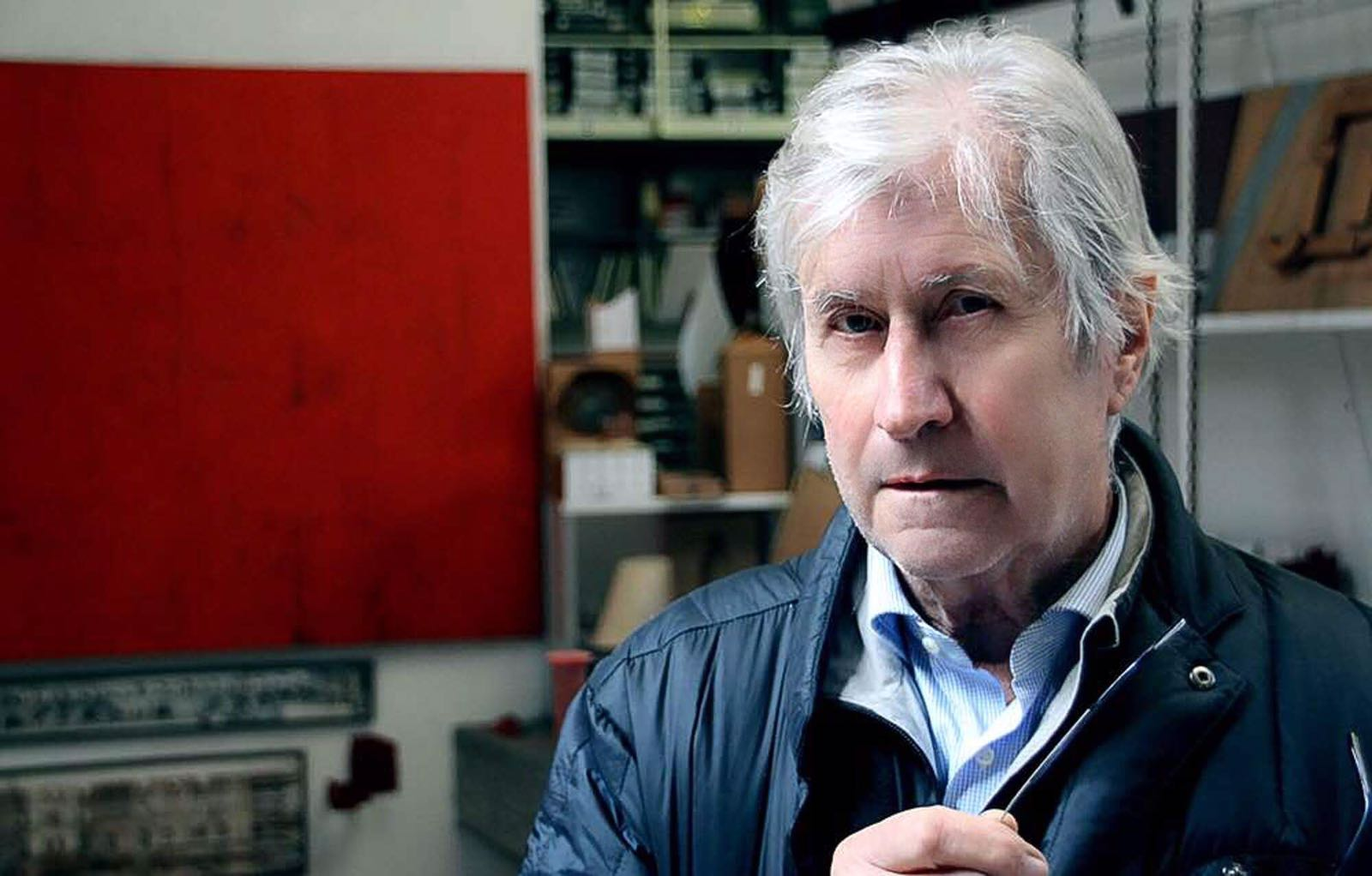
Andrea Bruno (2016)

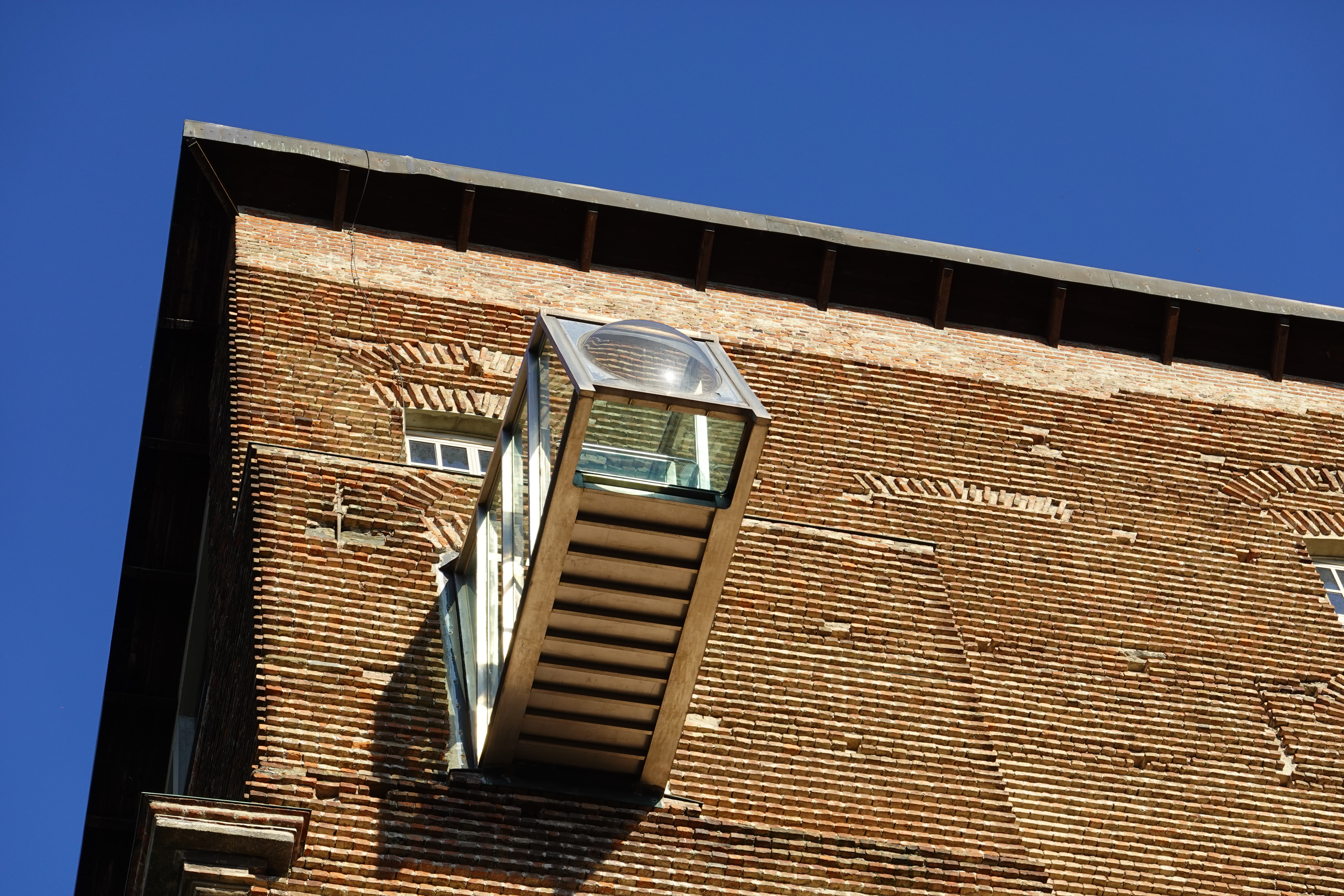
Castello di Rivoli

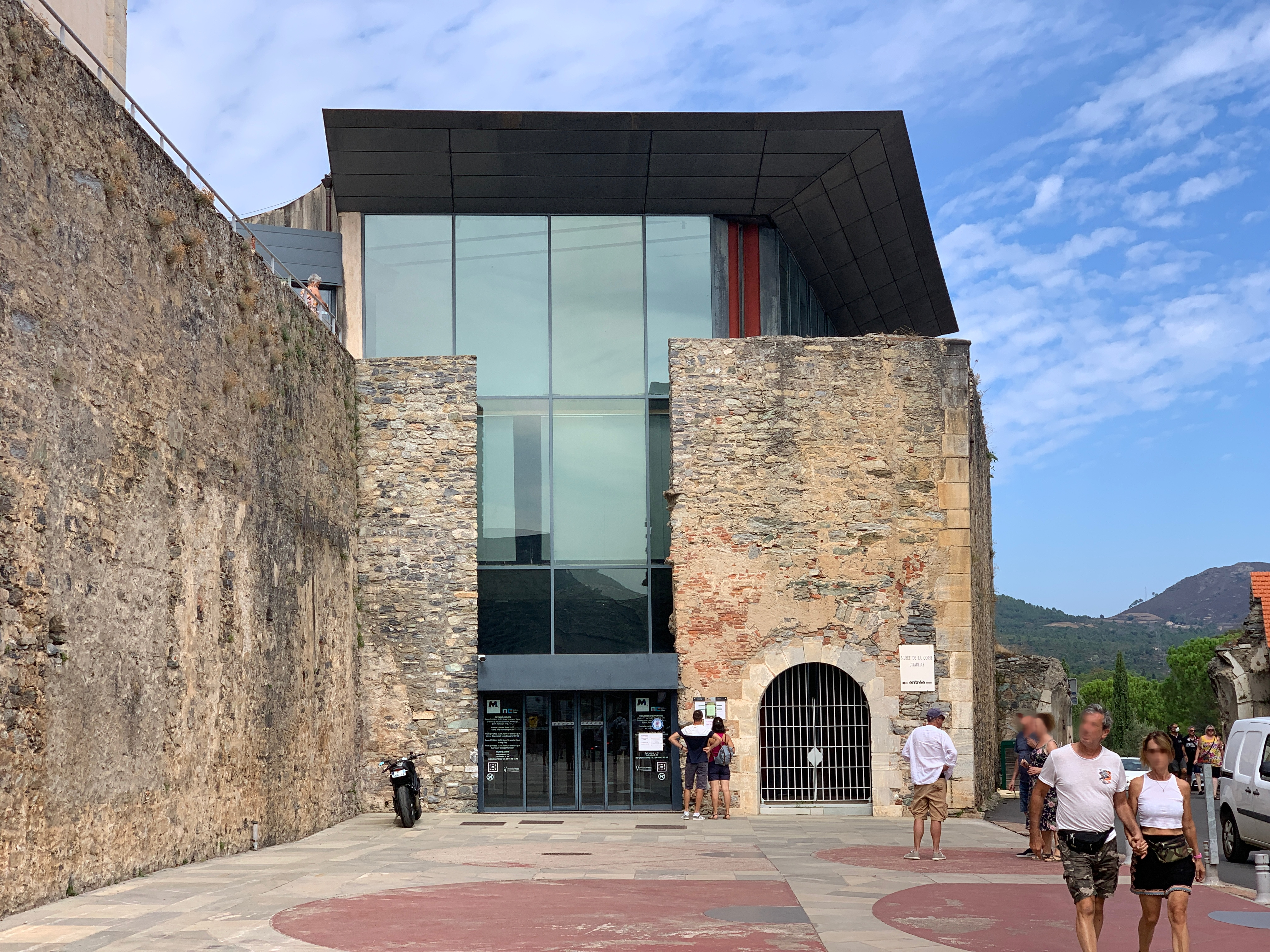
Musée de la Corse in Corte

Andrea Bruno (* 11. Januar 1931 in Turin; † 6. Juli 2025 ebenda) war ein italienischer Architekt, der sich auf die Erhaltung historischer Stätten und Museen spezialisiert hatte.

## Leben
Andrea Bruno schloss 1956 sein Studium an der Architekturfakultät des Politecnico di Torino ab. Er spezialisierte sich auf den Bereich der architektonischen Konservierung historischer Gebäude, Museen und öffentlicher Stätten. Von 1976 bis 1990 war Bruno Professor in Turin und unterrichtete von 1991 bis 2002 Architekturrestaurierung am Politecnico di Milano. Er betrieb Architekturbüros in Turin und Paris.
Er war von 1997 bis 2000 Direktor des Programms zur Erhaltung des architektonischen und städtischen Erbes (Raymond Lemaire International Centre for Conservation) an der Katholieke Universiteit Leuven in Belgien und hielt Vorlesungen zur Erhaltung und Restaurierung von Kulturgütern am ICCROM in Rom. Bruno war außerdem als Berater für das italienische Außenministerium und seit 1974 für die UNESCO tätig und nahm an mehreren Missionen im Nahen Osten und in Europa teil.
Bruno wurde vielfach ausgezeichnet, darunter zweimal mit dem niederländischen Europa-Nostra-Preis (1993 und 1995). Für seine Arbeit in Frankreich erhielt er 1995 den nationalen Verdienstorden Ordre national du Mérite (Ritter). 2001 wurde er Mitglied der Académie royale des Sciences, des Lettres et des Beaux-Arts de Belgique. 2013 erfolgte die Auszeichnung mit dem Verdienstorden des Präsidenten von Georgien.
Andrea Bruno starb am 6. Juli 2025 im Alter von 94 Jahren in Turin.

## Projekte und Bauten
- Castello di Rivoli[3], ein Museum und Ausstellungshaus für zeitgenössische Kunst in Rivoli in der Nähe von Turin
- Palazzo Madama in Turin
- Palazzo Carignano in Turin
- Wirtschaftsfakultät der Universität Turin
- Italienische Botschaft in Afghanistan
- Gestaltung der archäologischen Stätten von Tarragona
- Theater Les Brigittines in Brüssel
- Château de Lichtenberg in Lichtenberg im Elsass
- Musée de la Corse in Corte
- Conservatoire national des arts et métiers in Paris
- Fort Vauban in Nîmes, Umgestaltung zur Nutzung durch die Universität Nîmes
- Musée d’Art et d’Histoire Romain Rolland in Clamecy
- Bagrati-Kathedrale in Kutaissi in Georgien